# Schœnenbourg
Schoenenbourg – miejscowość i gmina we Francji, w regionie Grand Est, w departamencie Dolny Ren.
Według danych na rok 1990 gminę zamieszkiwały 673 osoby, 123 os./km².